# Edward Cecil (1er vicomte Wimbledon)
Edward Cecil, 1er vicomte Wimbledon (29 février 1572-16 novembre 1638) est un commandant militaire anglais et un homme politique qui siège à la Chambre des communes à divers moments entre 1601 et 1624.

## Biographie
Il est le troisième fils de Thomas Cecil, 1er comte d'Exeter, et de son épouse, Dorothy Neville, fille de John Neville, 4e baron Latimer, et de son épouse, Lucy Somerset, fille de Henry Somerset (2e comte de Worcester). Il est le petit-fils de William Cecil, grand ministre de la reine Élisabeth.
Il sert avec les forces anglaises aux Pays-Bas entre 1596 et 1610, devenant capitaine d'infanterie en 1599. En mai 1600, il est nommé dans une troupe de cavalerie, qu'il commande à la bataille de Nieuport, sous Francis Vere. En 1601, il commande un corps de mille hommes levé à Londres pour le soulagement d'Ostende, alors assiégé par les Espagnols, et à son retour en septembre, il est anobli par la reine Elizabeth. Il est élu député d'Aldborough en 1601. Au printemps 1602, il est colonel d'un régiment de cavalerie anglais sous le prince Maurice, et sert dans l'expédition en Brabant et au siège de Grave. Il commande la cavalerie anglaise lors de la conquête de Sluis en 1604 au cours de laquelle il joue un rôle dans la défaite d'Ambrogio Spinola. Il continue à servir activement au cours des années qui suivent immédiatement et fait sa réputation de soldat. En 1610, il commande le contingent britannique et irlandais de quatre mille hommes servant sous le prince Christian d'Anhalt dans la Guerre de Succession de Juliers, au siège de Juliers en juillet et août . Il s'agit de la toute première armée battant pavillon britannique sous le drapeau de l'Union .
À la cour, son crédit est également élevé. En mars 1612, il est envoyé, en tant que mandataire du prince, pour parrainer l'enfant du comte Ernest de Nassau; en avril 1613, il reçoit une commission pour recevoir et payer tous les fonds nécessaires au voyage de lady Elizabeth et de son mari, et en novembre, il reçoit l'ordre de demander à sa dame de se rendre auprès de l'électrice à Heidelberg. En janvier 1618, il demande en vain la fonction de contrôleur et en février la chancellerie du duché de Lancastre. En 1620, il est nommé par George Villiers (1er duc de Buckingham) pour commander les troupes anglaises en Allemagne, mais est remplacé par Sir Horace Vere à la demande du comte Dohna, l'agent du roi de Bohême en Angleterre. Une querelle s'ensuit entre Cecil et Dohna, au cours de laquelle Cecil assure à son adversaire que ce n'est que son caractère d'ambassadeur qui le protège d'une demande de satisfaction personnelle. Il est élu député de Chichester en 1621. Il soutient l'appel de Sir James Perrot à la Chambre des communes d'Angleterre de s'engager militairement au Palatinat au début de la Guerre de Trente Ans en disant: "Cette déclaration vient du ciel. Cela fera plus pour nous que si nous avions dix mille soldats en marche. "  En 1624, il est élu député de Douvres.
Il reçoit le commandement de l'expédition militaire de Buckingham en Espagne en octobre 1625, mais gère tellement mal l'attaque de Cadix qu'il rate complètement les navires transportant le trésor qui sont le principal objectif de l'attaque. Néanmoins, le mois suivant, novembre 1625, il est élevé à la pairie en tant que baron Cecil de Putney et vicomte Wimbledon, sur la base de son siège, Wimbledon House (en) dans le Surrey. Il revient commander les forces anglaises aux Pays-Bas de 1627 (le siège de Groenlo) à 1629 (le siège de Bois-le-Duc). Il est Lord Lieutenant du Surrey de 1627 à 1638 et gouverneur de Portsmouth de 1630 à 1638. Il reste très bien placé dans l'establishment militaire .

## Famille

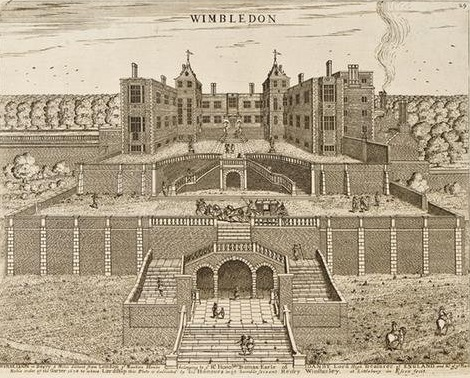
Palais de Wimbledon, la maison d'Edward. Construit en 1588

Il se marie trois fois. Il épouse en 1601 Theodosia Noel (née en 1585), fille de Sir Andrew Noel de Dalby. Ils ont cinq filles; (1) Dorothy (1603-1652), décédée célibataire, (2) Albinia (décédée en 1660), qui épouse Sir Christopher Wray d'Ashby, (3) Elizabeth, qui épouse Francis Willoughby, 5e baron Willoughby de Parham, (4) Frances (décédée en 1684), qui épouse James Fiennes, 2e vicomte Saye et Sele et ensuite le révérend Joshua Sprigge et (5) Utriche, baptisée le 20 mars 1616 à Utrecht, probablement nommée d'après Utrecht et probablement décédé tôt.
Après la mort de sa première femme, en février 1618, il épouse Diana Drury (d.1631), fille de Sir William Drury de Hawstead, Suffolk et Elizabeth Stafford . Leur unique enfant, Anne, est morte en bas âge. Cecil épouse en troisièmes noces, en 1635, Sophia Zouche (v. 1618-1691), fille de Sir Edward Zouch de Woking et Dorothea Silking, par qui il a un fils, Algernon, mais cet enfant meurt également âgé de moins d'un an.
Il est décédé en 1638 et est enterré dans la chapelle Cecil de l'église St Mary, à Wimbledon. Ses deux titres disparaissent à sa mort.